# Argyrolepidia novaehiberniae
Argyrolepidia novaehiberniae là một loài bướm đêm trong họ Noctuidae.